# Gilles Talmant
Gilles Talmant, né le 27 avril 1970 à Conflans-Sainte-Honorine, est un ancien coureur cycliste français.

## Biographie
Professionnel de 1993 à 1998, il remporte deux victoires : une étape du Critérium du Dauphiné libéré en 1995 où il devance au sprint Jean-Cyril Robin et José Luis Arrieta et une étape sur le Grand Prix du Midi libre en 1996, s'achevant à l'Espérou devant Laurent Brochard, Laurent Jalabert, Richard Virenque et Cédric Vasseur. La même année, il réalise une belle échappée sur le Tour de France dans l'étape menant à Bordeaux en compagnie du belge Marc Wauters. L'échappée est reprise mais il remporte le prix de la combativité sur cette étape.
Gilles Talmant est victime d'une chute dans le Tour de France 1997 peu avant l'arrivée à Forges-les-Eaux, lui occasionnant une fracture ouverte de l’avant-bras gauche.
En 2005, il reprend le cyclisme en amateur dans l'équipe de Poissy. Il retourne à son club d'origine en 2006, la Roue d'Or Conflanaise, dans un rôle de capitaine de route ; il remporte notamment 6 victoires en 2007 et participe à la cohésion du groupe (la ROC remporte plusieurs prix d'équipes dans la saison). Il commence la saison 2008 par un succès à Civry-la-Forêt.
Au début d'année 2010, il contribue à l'intégration de jeunes prometteurs au sein de son équipe et joue pleinement son rôle de capitaine de route en faisant partager son expérience et sa science tactique de la course. Il reste performant, obtenant de bons résultats dès le début de saison, s'impliquant activement à emmener vers la victoire un jeune coureur de son effectif au prix municipal de la ville de Conflans (lui-même prenant au passage la deuxième place)[réf. nécessaire].

## Palmarès

### Palmarès amateur
- 1987
  - 3e du championnat d'Île-de-France de cyclo-cross juniors
- 1991
  - Paris-Fécamp
  - 2e du Tour de la Somme
- 1992
  - Paris-Fécamp
  - Paris-Barentin

### Palmarès professionnel
- 1995
  - 5e étape du Critérium du Dauphiné libéré
- 1996
  - 6e étape du Grand Prix du Midi libre
  - 3e du Grand Prix de la ville de Rennes

## Résultats sur le Tour de France
3 participations
- 1995 : 104e
- 1996 : 118e
- 1997 : abandon (1re étape)